# Olivia (voornaam)
Olivia is een meisjesnaam. De mannelijke variant ervan is Olivier.

## Herkomst
Het is moeilijk de herkomst van de naam met zekerheid aan te geven. Mogelijke herkomsten zijn:
- Het Latijnse woord olivarius dat olijfboom betekent. De olijftak was bij de oude Romeinen een symbool van vrede.
- De verbastering van een Germaanse naam, die zou bestaan uit de woorden alf (elf) en heer (leger).
- De Oudnoordse naam Anleifr (net als Olaf). Deze naam wordt opgebouwd door de woorden ano (voorvader) en leifr (zoon). Tezamen betekent deze voornaam dus zoon der voorvaderen.

## Bekende personen

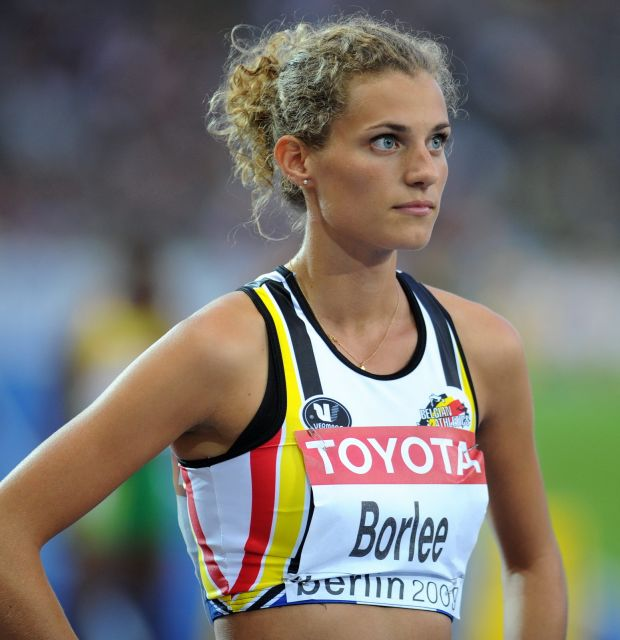
Olivia Borlée

- Olivia Newton-John, zangeres/actrice
- Olivia Longott, zangeres
- Olivia Borlée, sprintster
- Olivia de Havilland, actrice
- Olivia Rogowska, tennisster
- Olivia Sanchez, tennisster
- Olivia Holt, actrice
- Olivia Podmore, wielrenster
- Olivia Price, zeilster

## Fictieve personen
- Olijfje, de vriendin van stripheld Popeye, in het Engels  "Olive Oyl".